# André Dugès
André Dugès il suo nome per intero è André-Adolphe-Lucien-Jean Dugès-Delzescauts (San Quintino, 15 luglio 1881 – 1943) è stato un produttore cinematografico e regista francese.

## Biografia
Il padre di Dugès era un ispettore delle finanze, eletto nel quartiere di San Quintino nel 1877. Nipote del medico e naturalista Antoine Louis Dugès (1797-1838). André Dugès iniziò la carriera da militare diventando un ufficiale. Nel 1912 si sposò con Marie-Louise Homberg (1889-1929), figlia di un capitano di artiglieria, verso il 1925 lasciò l'esercito con il grado di colonnello ed entrò a lavorare come direttore artistico e poi direttore di produzione nella ditta di Établissements Jacques Haïk.

## Filmografia

### Produttore
- Après Mein Kampf mes crimes, regia di Alexandre Ryder (1940)
- Vie privée, regia di Walter Kapps (1942)

### Regista
- La grande épreuve, co-regia di Alexandre Ryder (1928)